# أندرياس كرويسن
أندرياس كرويسن (بالإنجليزية: Andreas Creusen) (ولد عام 1591 وتوفي عام 1666) كان رجل دين كاثوليكي هولنديًا، شغل منصب أسقف رورموند بين عامي 1651 و1657، ثم أصبح رئيس أساقفة ميخلين في الأراضي المنخفضة الإسبانية من عام 1657 حتى وفاته في 1666.

## حياته
وُلد أندرياس كرويسن في ماستريخت عام 1591، ودرس في جامعة لوفان. عُرف بتدينه وعمله في المجال الكنسي، وتم تعيينه أسقفًا لرورموند سنة 1651. وبعد ست سنوات، نُقل إلى منصب رئيس أساقفة ميخلين، وهو أحد المناصب الدينية العليا في المنطقة، وظل يشغله حتى وفاته عام 1666.

## الوفاة
توفي في ميخلين عام 1666.